# Arija
 Ovo je glavno značenje pojma Arija. Za drevnu iransku pokrajinu pogledajte Arija (satrapija).
Arija je u glazbi izvorno označavala svaku izražajnu melodiju, koju je u pravilu izvodio pjevač. Danas se taj izraz koristi gotovo isključivo za samodostatno glazbeno djelo za jedan glas, obično uz pratnju orkestra, a pogotovo u okviru opere.
Arija je u 17. stoljeću imala trodijelni oblik A-B-A; te su arije bile poznate kao arie col da capo. Kasnije je arija osvojila operni repertoar i izgradila mnoge podvrste (Aria cantabile, Aria agitata, Aria di bravura itd.). Opere su u 18. stoljeću postale nizovi arija, čime se smanjio prostor za recitative.